# Borsalino (chapeau)
Pour les articles homonymes, voir Borsalino.
Un Borsalino est un chapeau de luxe fendu en feutre mou orné d’un ruban, à bord large, produit par la chapellerie Borsalino. La marque de famille Borsalino est devenue une marque déposée. Il se décline en plusieurs versions, Borsalino à petit bord, en paille et se porte relevé ou tombant à l'avant.
Il est, avec la marque concurrente américaine Stetson, une des marques de chapeau les plus prestigieuses en Occident.

## Histoire

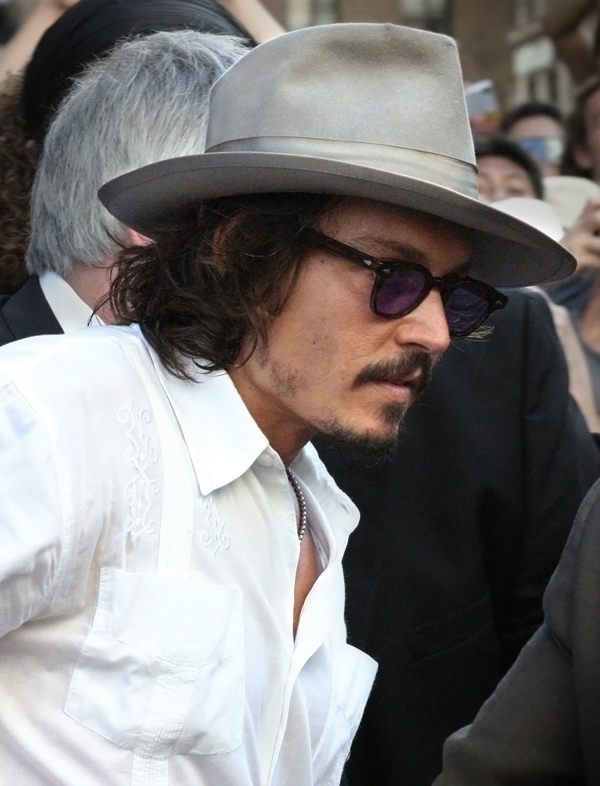
Johnny Depp en Borsalino.

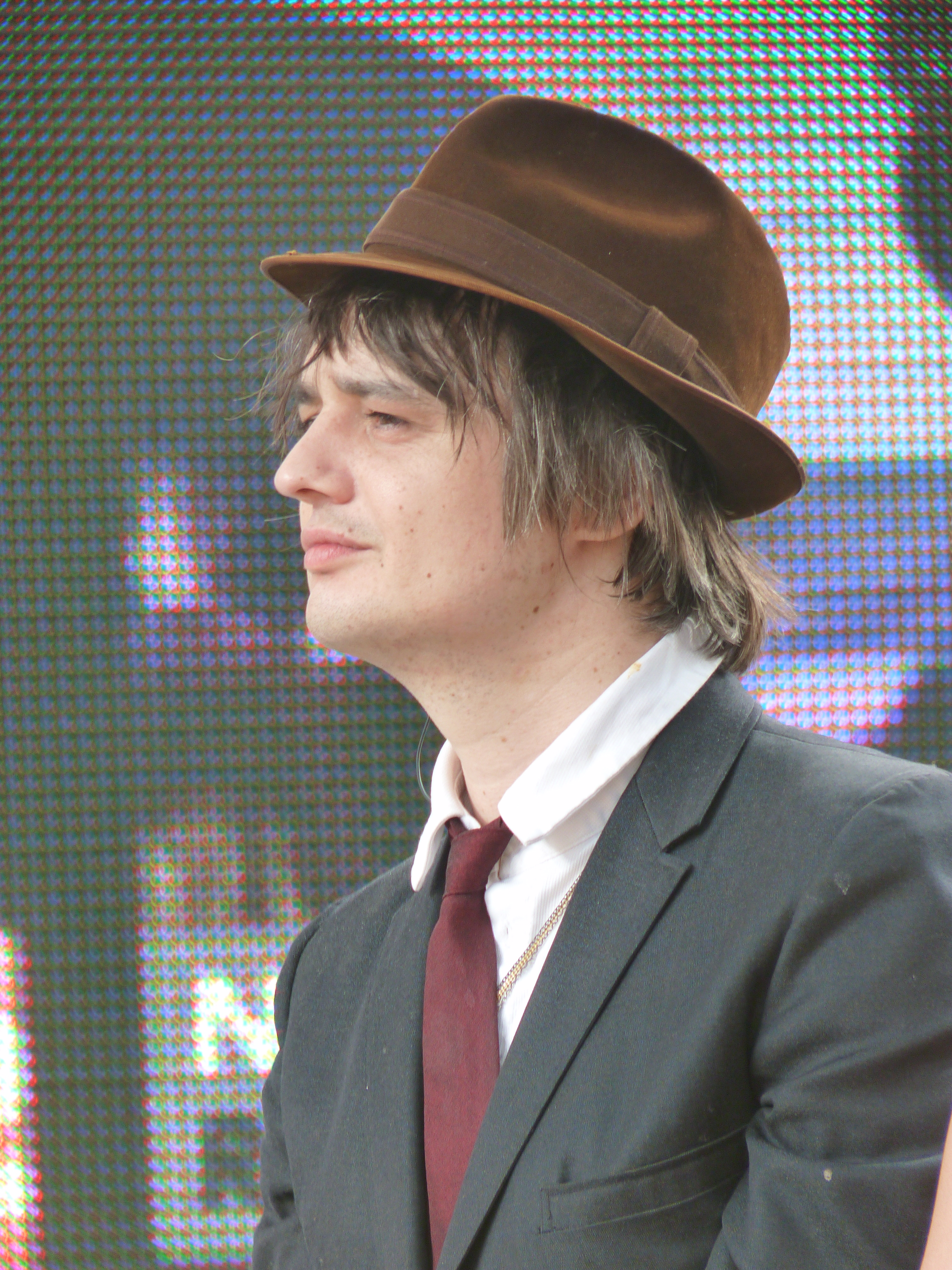
Pete Doherty en Borsalino à petit bord.

On le désigne parfois aussi simplement sous le terme de feutre, quoiqu’il existe beaucoup d’autres marques de feutres. Borsalino, basé à Alexandrie (Italie), produit une gamme de chapeaux qui comprend de nombreux modèles pour femmes et pour hommes. Ce modèle est fabriqué pour la première fois par Giuseppe Borsalino le 4 avril 1857. Il est consacré « Grand Prix » à l’exposition de Paris de 1900 (l'usine produit alors 750 000 chapeaux par an), puis à Bruxelles en 1910, à Turin en 1911 et encore à Paris en 1931. Après la mort du fondateur, deux cousins se disputent le nom de Borsalino si bien qu'en 1929, à Alexandrie existent deux usines rivales employant près de 3 000 ouvriers (pour une population de 20 000 personnes) qui produisent plus de 2 millions de chapeaux par an.

Le feutre de ce chapeau est alors produit à partir de poils de lapin ou de lièvre projetés sur un cône de métal perforé en mouvement et aspergés d'eau chaude, formant une « cloche » qui est frottée et ébouillantée en plusieurs opérations pour rétrécir et s'épaissir. La calotte est ensuite moulée en différentes tailles. Le feutre est alors rasé au papier émeri puis au chalumeau pour un effet plus « sauvage ». Enfin le bord est moulé à la main avant d'être orné de son ruban ou d'une bande de cuir sur lesquels est imprimé à la feuille d'or le nom Borsalino en lettres cursives. Cette méthode artisanale est restée la même aujourd'hui, la fabrication d'un chapeau nécessitant sept semaines et 52 étapes.
Ce chapeau est aussi connu sous le nom de « fédora » (une pièce de Victorien Sardou écrite en 1882 pour Sarah Bernhardt) ou de « Bogart », en hommage à l’acteur Humphrey Bogart qui l’a immortalisé au cinéma. Il a aussi donné son nom au projet Linux du même nom, en référence au logo de Red Hat et au chapeau rouge de Marc Ewing. Signe distinctif des gangsters des années 1930, il a donné son titre à un film français sorti en 1970.
En 1992, l'entreprise est rachetée par la famille Gallo-Marenco-Monticone mais elle continue de subir le déclin du chapeau comme accessoire de mode à la fin du XXe siècle. En 2015, son patron, Marco Marenco (chef d’entreprise et financier actif dans le secteur du gaz et du pétrole), recherché pour fraude et évasion fiscale, est arrêté, met l'entreprise en difficulté à cause de ses montages financiers : elle accuse alors plusieurs millions de pertes pour un chiffre d'affaires de 13,5 millions. En 2016, le fonds d'investissement Haeres Equita reprend le fabricant de chapeaux Borsalino qui réalise pour l'exercice 2015 un chiffre d'affaires de 15,5 millions d'euros (10 % de son chiffre d'affaires étant destiné aux juifs orthodoxes) et compte 114 salariés fabriquant 150 000 chapeaux par an. Vendu entre 270 et 492 euros en 2015, il revient en effet à la mode avec des personnalités comme Johnny Depp, Pete Doherty ou Stromae.

## Chapeau mythique
« Le borsalino au cinéma est bien plus qu’un couvre-chef : c’est une signature, une façon d’être »[réf. nécessaire], expliquait Giuseppe Borsalino. Il est en effet porté par Marcello Mastroianni dans Huit et demi, et par le personnage d'Indiana Jones. Un Borsalino vert fluo symbolise également le cycle de romans de science-fiction Les Futurs Mystères de Paris, de Roland C. Wagner.
Le chapeau Borsalino est popularisé en France par le film Borsalino en 1970 (avec notamment Delon et Belmondo) puis sa suite Borsalino and Co en 1974. Il est devenu un symbole de Michael Jackson, le chanteur le portant lors de la chorégraphie de Billie Jean et lors de l'interprétation de plusieurs autres chansons durant ses concerts.